# Брук, Джон Уорден, 2-й виконт Брукборо
Джон Уорден Брук, 2-й виконт Брукборо (англ. John Warden Brooke, 2nd Viscount Brookeborough; 9 ноября 1922 — 5 марта 1987) — северо-ирландский политический деятель и британский пэр.

## Происхождение и ранняя карьера
Родился 9 ноября 1922 года. Второй сын Бэзила Брука, 1-го виконта Брукборо (1888—1973), третьего премьер-министра Северной Ирландии, и его первой жены Синтии Мэри Серджисон (1897—1970).
Он получил образование в Итонском колледже. Во время Второй мировой войны он служил в британской армии в Северной Африке, Италии и Германии. Он был в личном штабе фельдмаршала сэра Гарольда Александра (позже ставшего лордом Александром). Он был адъютантом фельдмаршала лорда Уэйвелла, вице-короля Индии, в начале 1947 года.
В 1934 году его отец заявил в Палате общин Северной Ирландии в Стормонте, что существовал заговор с целью похищения молодого Джона Брука ирландскими республиканцами во время пребывания сэра Бэзила Брука на посту коменданта Особой полиции Ольстера (USC). Этот отчет заставил сэра Бэзила (как он тогда назывался) уволить всех католических рабочих на своей работе, за что его обвинили в сектантстве.

## Политическая карьера
Как капитан Джон Брук, он был избран в Совет графства Фермана от Ольстерской юнионистской партии (UUP) в 1947 году, где прослужил до 1973 года и был председателем совета с 1961 по 1973 год. Он был назначен главным шерифом Фермана в 1955 году. Он сменил своего отца на посту депутата от UUP Стормонта по округу Лиснаскеа на дополнительных выборах 22 марта 1968 года. Он сохранял это место до упразднения парламента Северной Ирландии в 1973 году.
Dbrjyn Брукборо (когда он был еще капитаном Бруком) был членом диссидентской группы депутатов Ольстерского юнионизма, которые боролись за отстранение Теренса О’Нила от должности премьер-министра Северной Ирландии. Когда О’Нил наконец ушел в отставку в апреле 1969 года, его преемник, майор Джеймс Чичестер-Кларк, привел часть этой диссидентской группы в свое правительство. Капитан Брук был назначен парламентским секретарем в Министерстве торговли (1969—1970), а затем парламентским секретарем в Департаменте премьер-министра (1970—1972). Во время премьерства Брайана Фолкнера он был главным организатором парламента (1971—1972), а также с 1971 года работал в Кабинете министров в качестве государственного министра в Министерстве финансов.
В Ассамблее Северной Ирландии (1973—1974) он представлял Норт-Даун. Когда сторонниками соглашения Саннингдейл из UUP была основана Юнионистская партия Северной Ирландии (UPNI), Джон Брук присоединился к ней в 1974 году и был снова избран от Норт-Дауна в Конституционный конвент Северной Ирландии (1975—1976). Он также представлял взгляды UPNI в Палате лордов с 1973 года.
В 5:13 вечера 28 марта 1972 года капитан Брук произнес последнюю речь в Палате общин Северной Ирландии в Стормонте перед роспуском парламента Северной Ирландии консервативным правительством Эдварда Хита. В ней он процитировал стихотворение Редьярда Киплинга под названием «Ольстер», написанное в 1914 году, о том времени, когда, можно сказать, началось участие его отца в лоялистских отношениях с Ольстером.

## Семья
4 марта 1949 года лорд Брукборо женился на Розмари Хильды Чичестер (12 февраля 1926 — 30 января 2007), дочери подполковника Артура О’Нила Кьюбитта Чичестера и Хильды Грейс Янг. У супругов было пятеро детей:
- Достопочтенная Розалинда Джулиана Брук (род. 4 февраля 1950), в 1973 году она вышла замуж первым браком за майора Найджела Хью Александра Коуи, от брака с которым у неё было двое детей. В 1994 году она вышла вторым браком за Кристофера Джеймса Гроуза.
- Подполковник Алан Генри Брук, 3-й виконт Брукборо (род. 30 июня 1952), старший сын и преемник отца
- Достопочтенный Кристофер Артур Брук (род. 16 мая 1954), в 1990 году он женился на Аманде Ходжес, от брака с которой у него было четверо детей.
- Достопочтенная Мелинда Шарлотта Брук (род. 13 апреля 1958), в 1982 году она вышла замуж за Николаса Рональда Тейлора, от брака с котоырм у неё было двое детей.
- Достопочтенная Сюзанна Синтия Брук (род. 17 апреля 1962), в 1989 году она вышла замуж за Ричарда Джона Гамильтона Стаббера, от брака с которым у неё было двое детей.

Розмари, леди Брукборо, умерла в январе 2007 года. Она жила в Эшбрук-Хаусе, вдовьем доме в семейном поместье Колбрук недалеко от Брукборо в графстве Фермана, в течение многих лет.